# Gold (álbum de Cher)
Gold es el sexto álbum recopilatorio de la actriz y cantante estadounidense Cher, lanzado el 1 de marzo de 2005 por Geffen Records. El álbum fue lanzado solo dos años después del multiplatino The Very Best of Cher. Fue bien recibido por las críticas y Allmusic le dio una calificación de 4 1/2 sobre 5. 

## Lista de canciones
| Disco 1 |                                                |                             |          |  |
| N.º     | Título                                         | Escritor(es)                | Duración |  |
| 1.      | «I Got You Babe» (Sonny & Cher)                | Sonny Bono                  | 3:09     |  |
| 2.      | «Baby Don't Go» (Sonny & Cher)                 | Bono                        | 3:12     |  |
| 3.      | «All I Really Want to Do»                      | Bob Dylan                   | 2:58     |  |
| 4.      | «Bang Bang (My Baby Shot Me Down)»             | Bono                        | 3:45     |  |
| 5.      | «Alfie»                                        | Burt Bacharach, Hal David   | 3:01     |  |
| 6.      | «The Beat Goes On» (Sonny & Cher)              | Bono                        | 3:29     |  |
| 7.      | «You Better Sit Down Kids»                     | Bono                        | 4:10     |  |
| 8.      | «Gypsys, Tramps & Thieves»                     | Bob Stone                   | 2:38     |  |
| 9.      | «The Way of Love»                              | Al Stillman, Jacques Dieval | 2:34     |  |
| 10.     | «All I Ever Need Is You» (Sonny & Cher)        | Jimmy Holiday, Eddie Reeves | 2:41     |  |
| 11.     | «Living in a House Divided»                    | Tom Bahler                  | 2:59     |  |
| 12.     | «A Cowboy's Work Is Never Done» (Sonny & Cher) | Bono                        | 3:18     |  |
| 13.     | «Half-Breed»                                   | Mary Dean, Al Capps         | 2:46     |  |
| 14.     | «Dark Lady»                                    | Johnny Durrill              | 3:29     |  |
| 15.     | «Train of Thought»                             | Alan O'Day                  | 2:38     |  |
| 16.     | «Take Me Home»                                 | Bob Esty, Michele Aller     | 6:46     |  |

| Disco 2 |                                                             |                                                                                        |          |  |
| N.º     | Título                                                      | Escritor(es)                                                                           | Duración |  |
| 1.      | «I Found Someone»                                           | Michael Bolton, Mark Mangold                                                           | 3:46     |  |
| 2.      | «We All Sleep Alone»                                        | Jon Bon Jovi, Desmond Child, Richie Sambora                                            | 3:54     |  |
| 3.      | «After All» (con Peter Cetera)                              | Tom Snow, Dean Pitchford                                                               | 4:07     |  |
| 4.      | «If I Could Turn Back Time» (7" Mix/Remix)                  | Diane Warren                                                                           | 4:03     |  |
| 5.      | «Just Like Jesse James»                                     | Warren, Child                                                                          | 4:07     |  |
| 6.      | «Heart of Stone» (Remix Heartbeat)                          | Andy Hill, Pete Sinfield                                                               | 4:20     |  |
| 7.      | «The Shoop Shoop Song (It's in His Kiss)»                   | Rudy Clark                                                                             | 2:53     |  |
| 8.      | «Love and Understanding»                                    | Warren                                                                                 | 4:44     |  |
| 9.      | «Save Up All Your Tears» (Remix CHR)                        | Warren, Child                                                                          | 3:56     |  |
| 10.     | «Love Hurts» (Versión de 1991)                              | Boudleaux Bryant, Felice Bryant                                                        | 4:18     |  |
| 11.     | «One by One» (Remix de Junior Vasquez)                      | Anthony Griffiths                                                                      | 4:25     |  |
| 12.     | «Believe»                                                   | Brian Higgins, Stuart McLennen, Paul Barry, Steven Torch, Matthew Gray, Timothy Powell | 4:01     |  |
| 13.     | «Strong Enough»                                             | Mark Taylor, Barry                                                                     | 3:43     |  |
| 14.     | «All or Nothing»                                            | Taylor, Barry                                                                          | 4:00     |  |
| 15.     | «Song for the Lonely»                                       | Taylor, Barry, Torch                                                                   | 3:25     |  |
| 16.     | «A Different Kind of Love Song» (Remix Rodney Jerkins Main) | Johan Aberg, Michelle Lewis, Sigurd Rosnes                                             | 4:19     |  |

## Créditos

### Personal
- Voz: Cher
- Voz: Sonny Bono
- Voz: Peter Cetera

### Producción
- Productor Recopilatorio: Mike Ragogna

### Diseño
- Fotografía: Kevyn Aucoin
- Fotografía: Michael Lavine